# Koppstoff
Koppstoff (Slang für Kopftuch) ist ein Buch von Feridun Zaimoglu aus dem Jahr 1998.
Unter dem Titel Kafa Örtüsü gehört das Werk zu den wenigen Texten des Autors, die auch in der Türkei erschienen sind. In Deutschland erfuhr Koppstoff mehrere Theaterbearbeitungen, u. a. am Hamburger Thalia in der Gaußstraße.
Koppstoff gilt mit seinem Untertitel Kanaka Sprak vom Rande der Gesellschaft als Gegenstück zu dem noch früheren Kanak Sprak – 24 Mißtöne vom Rande der Gesellschaft (1995). Beide gehören zu den Frühwerken des Autors, die sich stark mit migrantischen Lebenswelten auseinandersetzen. Während in dem einen junge Männer in „Rap-Texten“ auf ihre Situation aufmerksam machen, sind es in Koppstoff junge Frauen.
Folgendes Textbeispiel aus Koppstoff macht den sprachlichen Anspruch und auch die Schwierigkeit für Übersetzer des Werkes deutlich: „Der Stumme, der ich bin, hat beuligen Sprech, hat Monsterdeitsch auf der Zunge. Spricht Kackmeierstammel. Und weil keiner sieht, das Bild auf meiner Zunge, wills keiner wissen, von was ich sprech. Als wär ne fette Schleife gewickelt um mein Zungenmageres, wird mein Null-Assimil-Sprech gehalten für Gaga-Unsprech. Es fragen sich die Menschen: Hat ein Gaga mir was zu sagen? Mein Monsterdeitsch aber klarwortig, ist mit allen Schikanen gesegnet.“
Mehrere Theater – u. a. kampnagel Hamburg und Junges Theater Bremen – dramatisierten die Monologe aus Koppstoff zusammen mit Texten aus Kanak Sprak – 24 Mißtöne vom Rande der Gesellschaft.
Für Detlef Grumbach hat Koppstoff „die sogenannte "Gastarbeiter-Literatur" der siebziger und achtziger Jahre weit hinter sich gelassen. Hier wird nicht aus der Perspektive von Betroffenheit um Verständnis geworben, sondern selbstbewußt und ungeduldig aufgetrumpft. Feridun Zaimoglu vermittelt ein Lebensgefühl, daß [sic] die revoltierende Großstadtjugend der neunziger Jahre - jenseits ihrer Nationalität - vielleicht sogar verbindet. Das spontane, wilde Artikulieren des Raps spricht aus seinen Texten. Nichts wird verkleistert: Angst, Liebe und Haß, authentische Gefühle, die unter die Haut gehen, oszillieren in einer kunstvollen Sprache voller Härte, Poesie und Zärtlichkeit.“
Chaoze One veröffentlichte 2004 eine EP Koppstoff frei nach dem Buch.